# Bulletin des Communes
Bulletin des Communes  (Xã thôn công báo) là tờ báo chữ Hán của Chính phủ Pháp lập ra ở Nam Kỳ vào năm 1862.
Do mới đến Việt Nam nên người Pháp chưa có sự tiếp xúc thường xuyên và trực tiếp với người dân bản xứ vì tiếng Pháp còn là một ngôn ngữ rất xa lạ với dân chúng Việt Nam lúc bấy giờ, nhất là đối với quan lại Việt Nam không biết một ngôn ngữ nào khác ngoài chữ Hán. Vì muốn phổ biến thông tin rộng rãi cho giới nho sĩ trí thức bản xứ ở Nam Kỳ mà hầu hết họ chưa quen được với chữ Pháp, Chính phủ Pháp đã cho ra đời thêm một tờ báo chữ Hán là tờ Xã thôn công báo. Đây là tờ báo thứ hai ở Nam Kỳ được xuất bản năm 1862 tại Sài Gòn, song hành với tờ công báo chữ Pháp Bulletin Officiel de l'Expedition de Cochinchine. Tờ Xã thôn công báo được gửi đi khắp các làng xã trong vùng chiếm đóng và nhờ vậy, chính quyền các địa phương có thể theo dõi và tiện biết được những quy định, chỉ thị của chính quyền thuộc địa cấp trên.
Cho đến nay, người ta vẫn chưa biết rõ về tờ báo này, không thấy lưu trữ ở đâu và cũng không biết chính xác tên báo chữ Hán là gì, chỉ thấy trong tài liệu chữ Pháp ghi tên là Bulletin des Communes. Tờ Bulletin des Communes không rõ tồn tại được bao lâu, nhưng chắc chắn nó phải được duy trì cho đến khi có một tờ báo bằng chữ quốc ngữ thay thế (Gia Định báo) bởi vì Soái phủ Nam Kỳ luôn cần đến một mối liên hệ với những người bị trị bản xứ.